# Ādaži kommun
Ādažu novads (lettiska: Ādažu Novads) är en kommun i Lettland. Den ligger i den centrala delen av landet, 24 km nordost om huvudstaden Riga. Antalet invånare är 9 342. Arean är 163 kvadratkilometer. Ādažu novads gränsar till Carnikavas novads, Saulkrastu novads, Sējas novads, Inčukalna novads och Garkalnes novads.
Följande samhällen finns i Ādažu novads:
- Ādaži